# Třída V 116
Třída V 116 byla třída torpédoborců německé Kaiserliche Marine z období první světové války. Celkem bylo rozestavěno šest těchto velkých a silně vyzbrojených torpédoborců. Do konce války byl dokončen pouze prototyp, který byl v květnu 1920 předán italskému námořnictvu. To jej provozovalo do roku 1939. Nedokončená sesterská plavidla byla sešrotována.

## Stavba
Celkem bylo objednáno šest jednotek této třídy. Konstrukčně navazovaly na třídu S 113. První tři jednotky této třídy byly v letech 1916–1917 rozestavěny v loděnici AG Vulcan Stettin ve Štětíně. Do konce války se podařilo dokončit pouze prototypový torpédoborec V 116. Jeho dvě sesterská plavidla byla po válce sešrotována.
Druhou trojici torpédoborců této třídy rozestavěla roku 1916 loděnice Germaniawerft v Kielu. Na vodu byl spuštěn pouze torpédoborec G 119. Na konci války byla jednotlivá plavidla dokončena z 68–90 %. Po válce byly sešrotovány.
Jednotky třídy V 116:
| Jméno | Loděnice          | Zahájení stavby | Spuštění na vodu | Zařazena do služby | Status |
| ----- | ----------------- | --------------- | ---------------- | ------------------ | --- |
| V 116 | AG Vulcan Stettin | 1916            | 2. března 1918   | červenec 1918      | V rámci reparací předán italskému námořnictvu a 1. srpna 1920 zařazen jako Premuda (PU). Vyřazen v lednu 1939. |
| V 117 | AG Vulcan Stettin | 1917            | 4. května 1918   | –                  | Sešrotován. |
| V 118 | AG Vulcan Stettin | 1917            | 6. července 1918 | –                  | Sešrotován. |
| G 119 | Germaniawerft     | 1916            | 8. října 1918    | –                  | Sešrotován. |
| G 120 | Germaniawerft     | 1916            | –                | –                  | Sešrotován. |
| G 121 | Germaniawerft     | 1916            | –                | –                  | Sešrotován. |

## Konstrukce

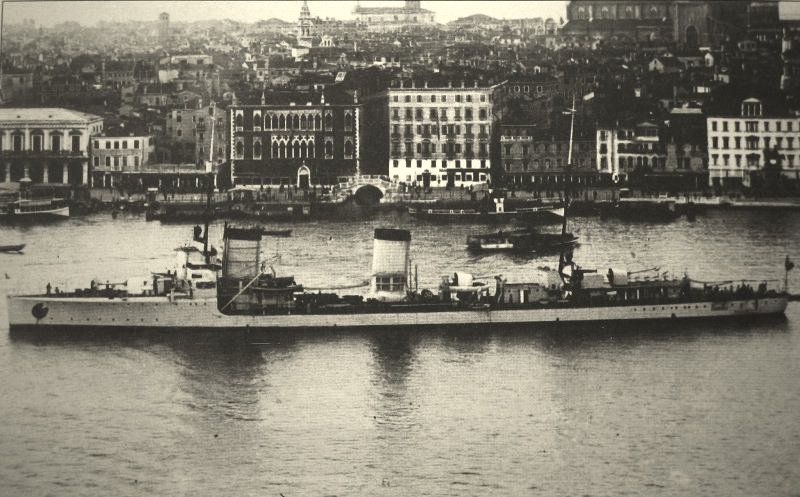
Italský torpédoborec Premuda (ex SMS V 116)

Hlavní výzbroj představovaly čtyři 150mm/42 kanóny TK L/45 C/16 a dva dvojité 600mm torpédomety se zásobou osmi torpéd. Dále bylo neseno až čtyřicet námořních min. Pohonný systém tvořily čtyři kotle Marine a dvě parní turbíny AEG-Vulcan o výkonu 45 000 hp (druhou trojici poháněly turbíny Germania o výkonu 46 000 hp), pohánějící dva lodní šrouby. Nejvyšší rychlost dosahovala 34,5 uzlu. Dosah byl 2500 námořních mil při rychlosti dvacet uzlů.

### Modernizace
Roku 1920 byla výzbroj plavidla Premuda posílena o dva 40mm/39 kanóny Vickers-Terni 1917 a dva 6,5mm kulomety. Standardní výtlak byl 2302 tun a plný 2555 tun. Posádku tvořilo 162 osob.
Roku 1932 výzbroj tvořily čtyři 150mm/42 kanóny TK L/45 C/16, jeden 120mm/15 kanón OTO 1933, dva 40mm/39 kanóny Vickers-Terni 1917, dva 6,5mm kulomety a dva jednohlavňové 450mm torpédomety.